# 波音757
波音757（英語：Boeing 757）是一款由波音公司设计和制造的美国窄体客机。它最初被称为“7N7”，作为三发喷气机727的双发接替机型，于1978年8月接到首批订单。原型机于1982年2月19日完成首次试飞，并于1982年12月21日获得美国联邦航空管理局（FAA）认证。东方航空公司于1983年1月1日率先将757-200型号投入商业运营。货运型（PF）于1987年9月投入使用，混合型（客货混装）则于1988年9月投入使用。加长版757-300于1996年9月推出，并于1999年3月投入服务。截至2004年10月停产时，共为54家客户生产了1,050架。此后，波音将最大型号的737 NG 系列作为757-200的替代机型进行推广。
这款喷气客机由安装在机翼下的劳斯莱斯RB211或普惠PW2000涡扇发动机提供动力，推力范围为36,600至43,500磅力（163至193千牛），最大起飞重量（MTOW）为255,000至273,000磅（116至124吨）。757配备有2,000平方英尺（185平方米）的超临界机翼，以减少空气阻力，并采用传统尾翼设计。机身宽度沿用了波音707的设计，座位布局为六座并排。其两人操作的玻璃驾驶舱与同时设计的宽体机767具有通用机型执照认证。
757共有两种机身长度版本：长155英尺（47.3米）的757-200是最受欢迎的型号，共生产了913架，通常在双舱布局下可搭载200名乘客，航程可达3,915海里（7,250公里；4,505英里）；而加长版的757-300长度为178英尺（54.4米），通常可搭载243名乘客，航程为3,400海里（6,295公里；3,900英里）。货运型757-200F可运输72,210磅（32,755千克）的货物，航程为2,935海里（5,435公里；3,378英里）。部分757-200客机已被改装为货机，称为特种货机（SF）和精密改装货机（PCF）。截至2017年7月，全球共有666架波音757在服役中。

## 簡介

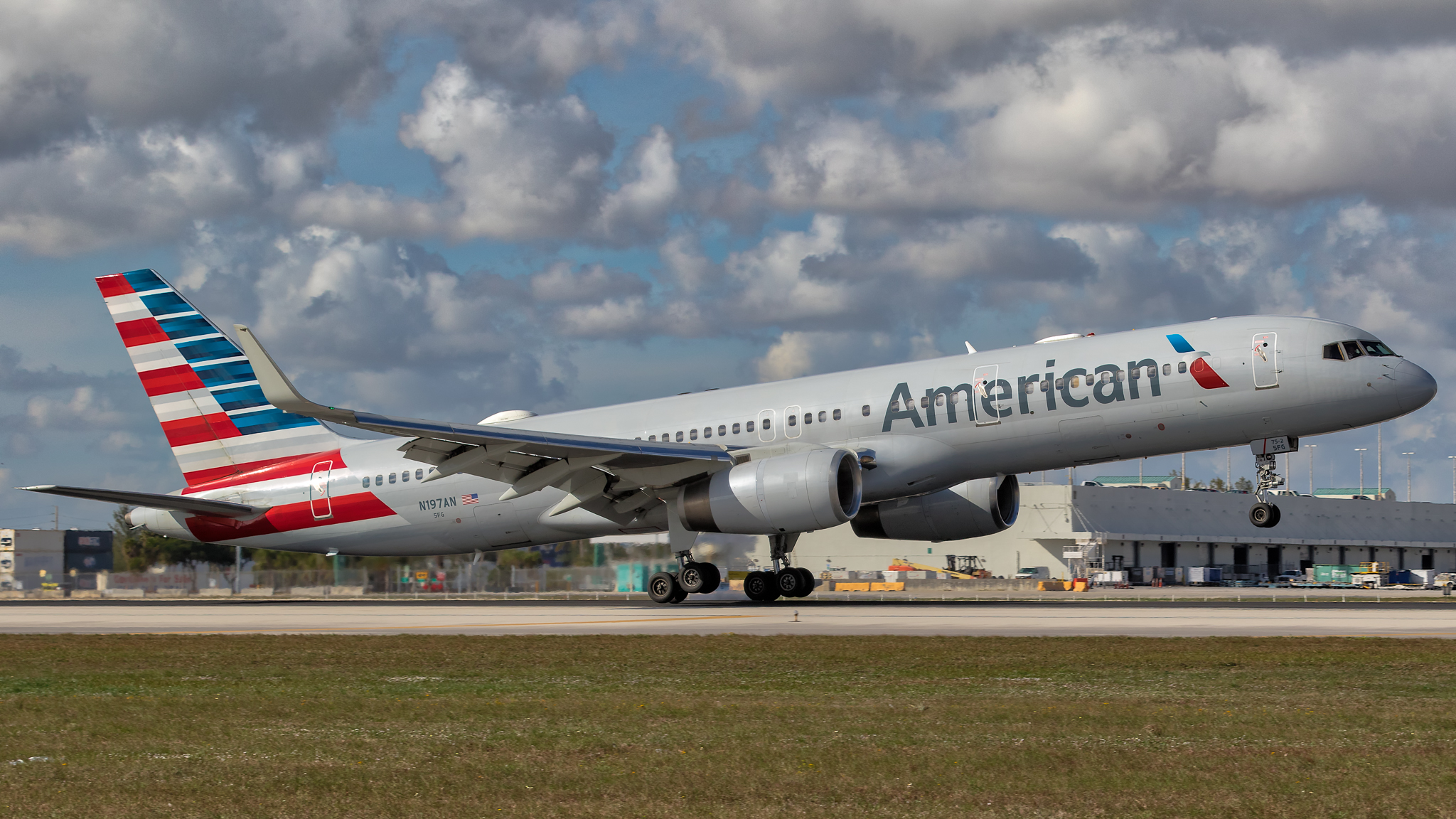
美國航空的波音757-200客機

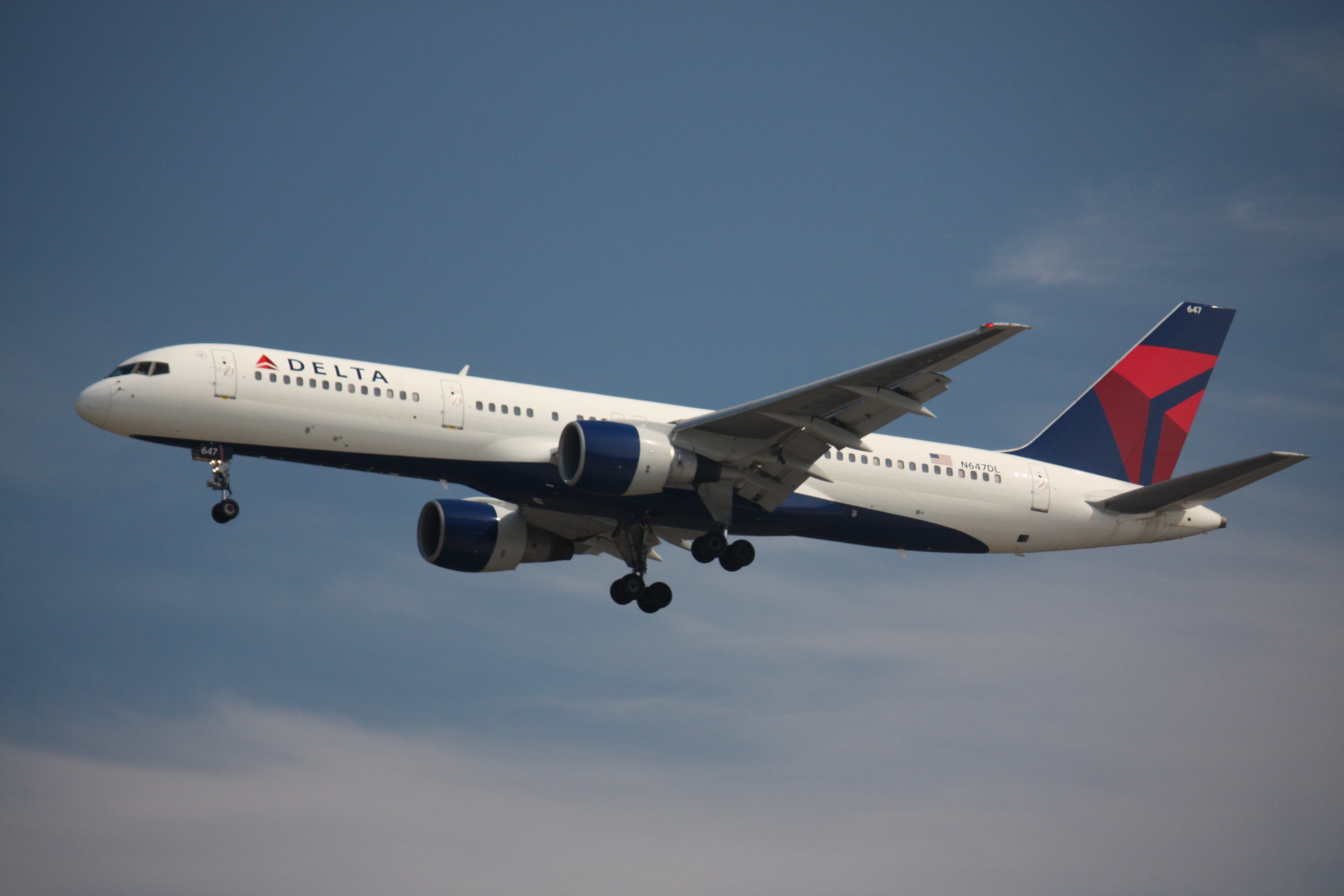
達美航空的波音757-232客機

波音757（於起初發展階段名為7N7）由波音公司設計，用于替换波音727，并在客源较少的航线上补充波音767。相比起原構思的波音727-300（727-200的加長版），757的設計上有採用雙引擎、雙人操作的駕駛室。最初設計的757亦世襲自727，具有「T型尾翼」（T-tail），雖然T型尾翼擁有風阻小的優點，但因為容易使飛機失速，最終設計仍使用傳統的垂直尾翼。此外757与707、727和737采用相同的上机身直径。这保证了757在高温、高原条件下的表现并增加了最大起飞重量（MTOW）。
757為波音公司生產的第一款航機使用非美國生產的發動機— 勞斯萊斯RB211系列发动机。後來普惠（Pratt & Whitney）另提供PW2000系列可供選擇。本來通用電氣亦打算提供CF6-32型號，但最後因銷量不佳而取消其計劃。
在空中客车A321LR投产前，波音757擁有窄體客機中最大的航程，在滿載200名乘客的情況下可飛行超過7,200公里，這航程甚至比超音速協和飛機更大（協和飛機的航程有6,500公里），使它足以橫越大西洋的續航距離，亦是一款最早獲得雙發延程飛行（ETOPS）評級之一的民航客機。757的載客量比波音727多出50人，因此相對於同市場定位的727更經濟化而更受航空公司青睞。
波音於757上大量使用與767相同的部件，而兩款飛機均獲得相同的美國聯邦航空局評級，即飛行員只須受其中一款型號的訓練及測試，就能同時獲准飛行另一型號。
757亦因其高的爬升速度而被稱為「火箭飛機」（Rocket Plane），在最大起飛重量的情況下，757能比其他商業客機在較短的時間內爬升至41,000英尺（12,000）。另有一些航空公司都選用757來往氣候較熱和地勢較高的目的地，例如墨西哥城，因為它在以上地方的性能亦比其他機型出色。基於以上情況，墨西哥總統亦選擇757作為其行政專機。雖然757是被設計為取代727的客機，但某些航空公司卻以757的窄體客機中最大航程的特點，用來取代載客量相若、四引擎、及耗油量高的707客機。
可是，757必須要有75%或以上的載客率，才可以使航班有盈利，令757只能使用於高密度航線。另外，1990年代隨著空中巴士的A321投入競爭，757的銷量大減。2001年9月11日发生的九一一恐怖袭击事件更是令波音757的销量雪上加霜（美国航空77号班机以及联合航空93号班机的机型都是波音757）。最终，波音在2004年銷售量達到1,000架時便宣佈把757停產。
757停產後，美國開始放寬雙發延程飛行的限制，越來越多航空公司開始使用757執飛跨大西洋航線。757的轉售價值於停產後有所提升。事實上，美國大陸航空於2004年12月29日訂單中除了訂購新的787-8和737-800客機外，還包括10架二手757-300 （購自聯美航空）。然而隨著2020年的2019冠狀病毒病疫情大爆發，以及大多數波音757機齡已高，757的轉售價值遭到大幅度下滑，直到2022年全球航空業逐漸走出疫情影響後才有小幅度回升。
另外，757雖然是一款窄體客機，但基於其尾流紊流度（Wake Turbulence）較其他窄體客機大，因此，在航空交通管制上被列為需要額外間隔空間和時間的「重型飛機」（Heavy）級別。

## 型號
基本上只生產了兩種型號。其中757-200的機身比757-300短，但有較長的巡航距離。757-100型原本為其中一種型號，但從來沒有投產。

### 757-100
原設計為直接代替727的150-座位客機。但因不引起業界的興趣，故最終並沒有投產。

### 757-200

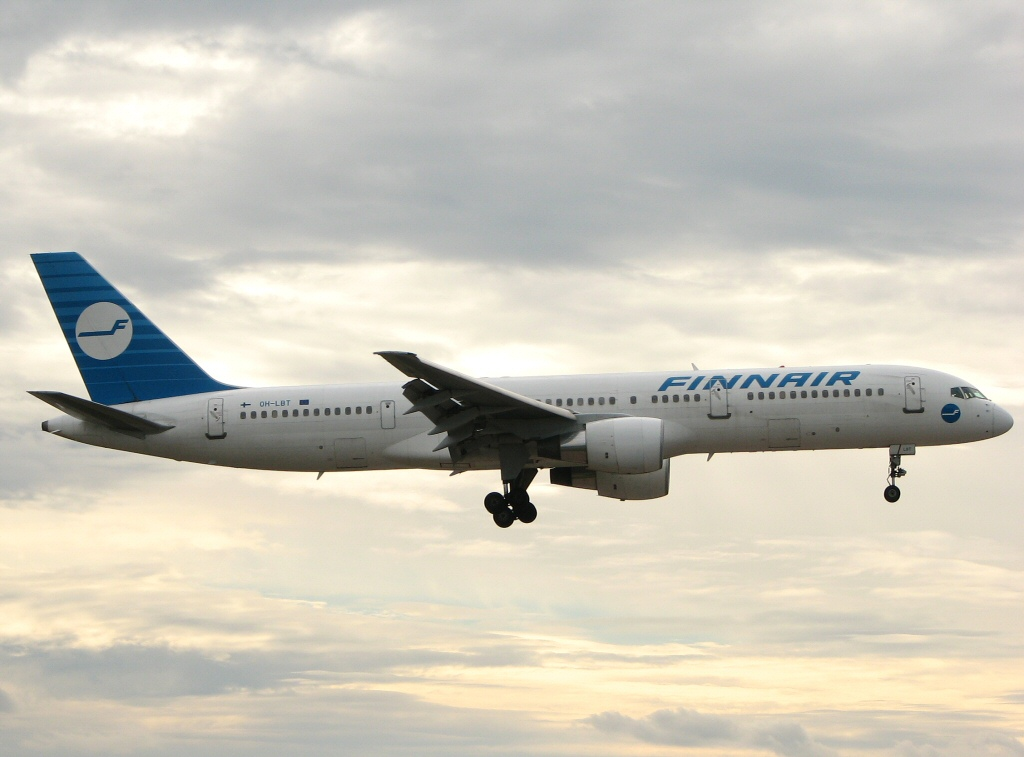
芬蘭航空的波音757-200客機，採用普惠PW2000引擎

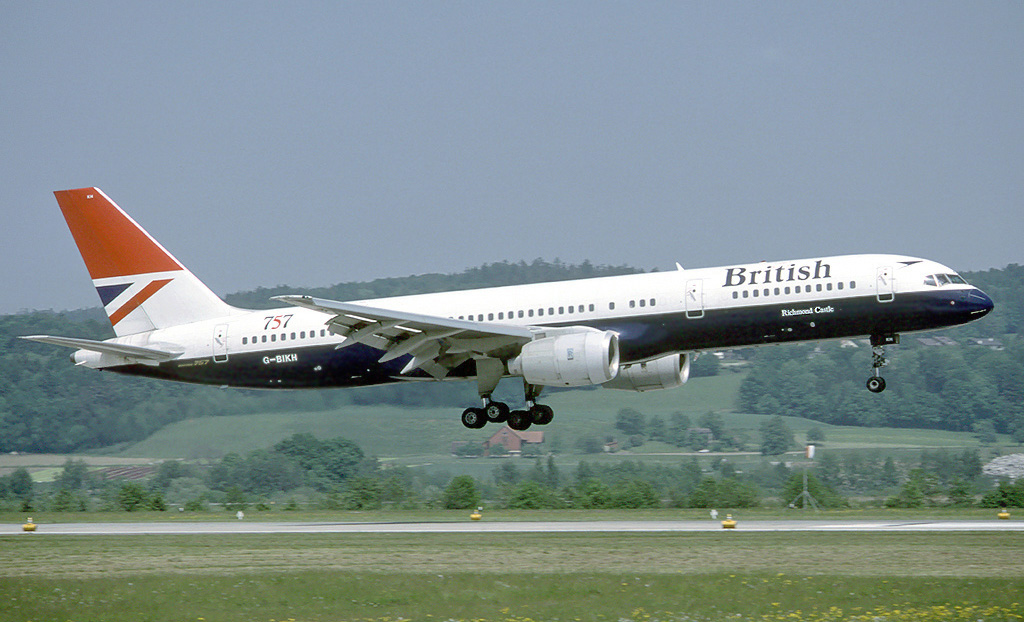
英国航空的波音757-200。早期的757-200所採用的勞斯萊斯RB211引擎相較於後期版本更接近於用於洛克希德L-1011和波音747-200/-300上所使用的設計

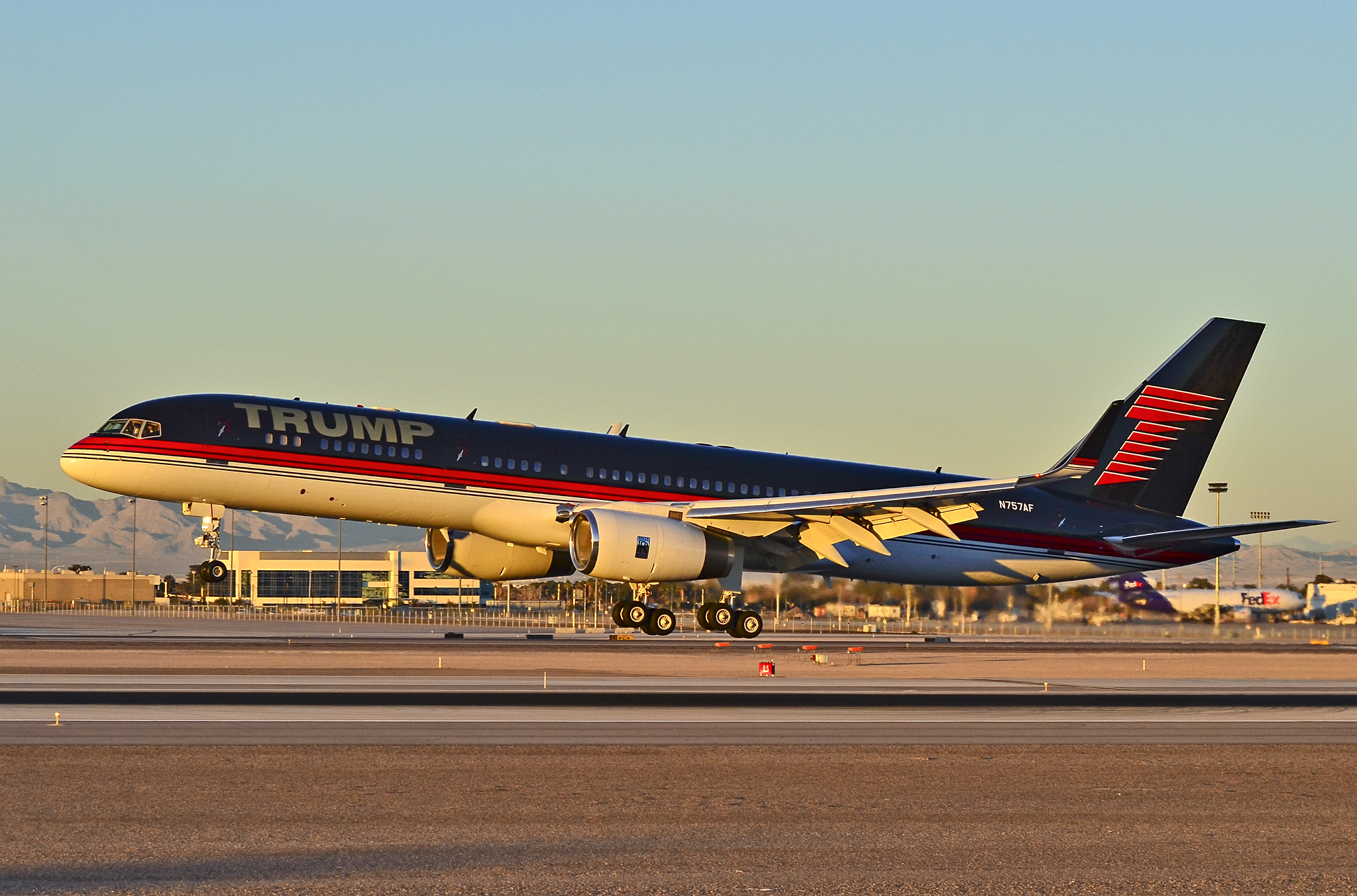
美國總統特朗普私人拥有的757-200飛機，可見RB211引擎的設計已有明顯改動

757-200為最後定案的版本並佔了757系列的大多數。757-200亦有貨運型（757-200F）及客貨混合型（757-200M）。90年代後期，一些客運型757-200被改裝為貨機。
客運型757-200有兩種不同的艙門佈置。一款為每邊設3扇標準艙門，於機翼後方再加一扇較細的緊急逃生門，全部8扇門均設有充氣逃生滑梯，該版本最大載客量為239人。另一款則為每邊設3扇標準艙門（2扇於機翼前方，另一扇則於機翼後方），再於每邊機翼位置加設2扇“嵌入式” （plug-type） 逃生門，取代設於機翼後方的標準艙門，该版本最大载客量为224人。
- 757-200ER：加大航程型 （Extended-Range），從來沒有完成設計階段。一些航空公司稱旗下總重量較高的-200型號為-200ER，特別是洲際航機。
- 757-200PF：貨運型，1985年美國聯合包裹服務公司（UPS）訂購後開始生產。
- 757-200SF：為DHL製造的特別貨運版本。
- 757-200PCF：由Precision Conversions公司以757-200客运型改造的货运版本。相比于标准的757-200系列，靠近驾驶舱一侧的舱门改小且更加靠近机头。

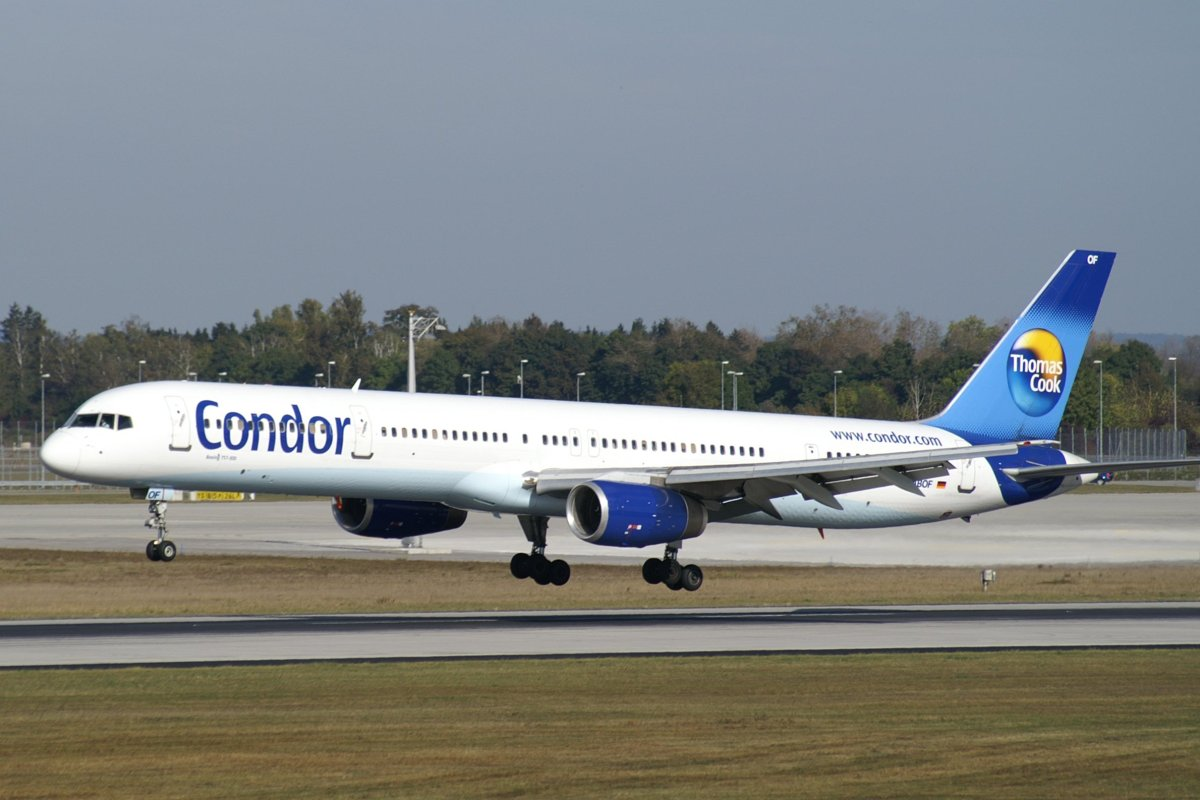
德國神鷹航空波音757-300客機

### 757-300
-300 為-200 的加長型，雖提升了載客量但卻換來航程的減少，1998年8月首次飛行。757-300的載客量為252人，飛行距離為3,500海里。此型號飛機共有8扇標準艙門，另外4扇置於機翼位置（每邊兩扇）。757-300還擁有與波音737新世代相似的客艙内饰（757-200后期款亦包含该内饰设计），與波音777客艙協調，不過自2011年起，為與波音787和後期款波音737新世代客艙相協調，波音改為準許航空公司對其757-200和-300改裝天空內飾。

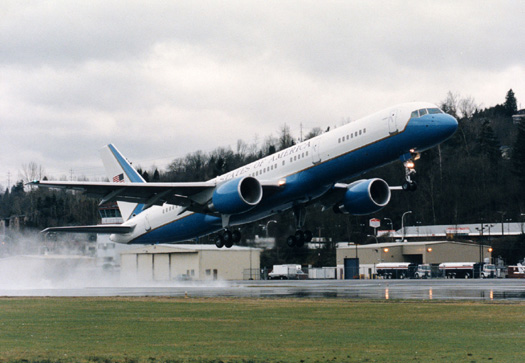
美國空軍C-32，757的子類型，美國副總統的專機(空軍二號)

### 私人及軍用型號
美國空軍使用4架波音757作為運載貴賓之用，定名為C-32。這些C-32被經常用作接載美國副總統之用，其呼號為“空軍二號”。
紐西蘭皇家空軍亦有使用2架波音757來運送軍隊及貴賓。
阿根廷亦使用1架波音757作為總統專機，稱為"Tango 1"。墨西哥同樣地使用波音757作為總統及貴賓專機。沙地阿拉伯皇室則利用一架波音757作為“飛行醫院”。
2004年美國總統選舉中，候選人美國參議員約翰·克里曾包租了1架波音757-200作為競選用專機，該機別號"Freedom Bird"。
另最少有4架波音757為私人擁有的。一架為猶開帕集團（Yucaipa Companies）創辦人隆納・柏克（Ronald Burkie）所有，另外兩架為微軟共同創辦人保羅·艾倫（Paul Allen）所有。保羅·艾倫使用其中一架作私人用途（編號：N757AF），後來這架飛機被賣給唐納·川普作私人用途，民間綽號為「川普一號」。另一架（編號 N756AF）則作為團隊專機。

## 服役期

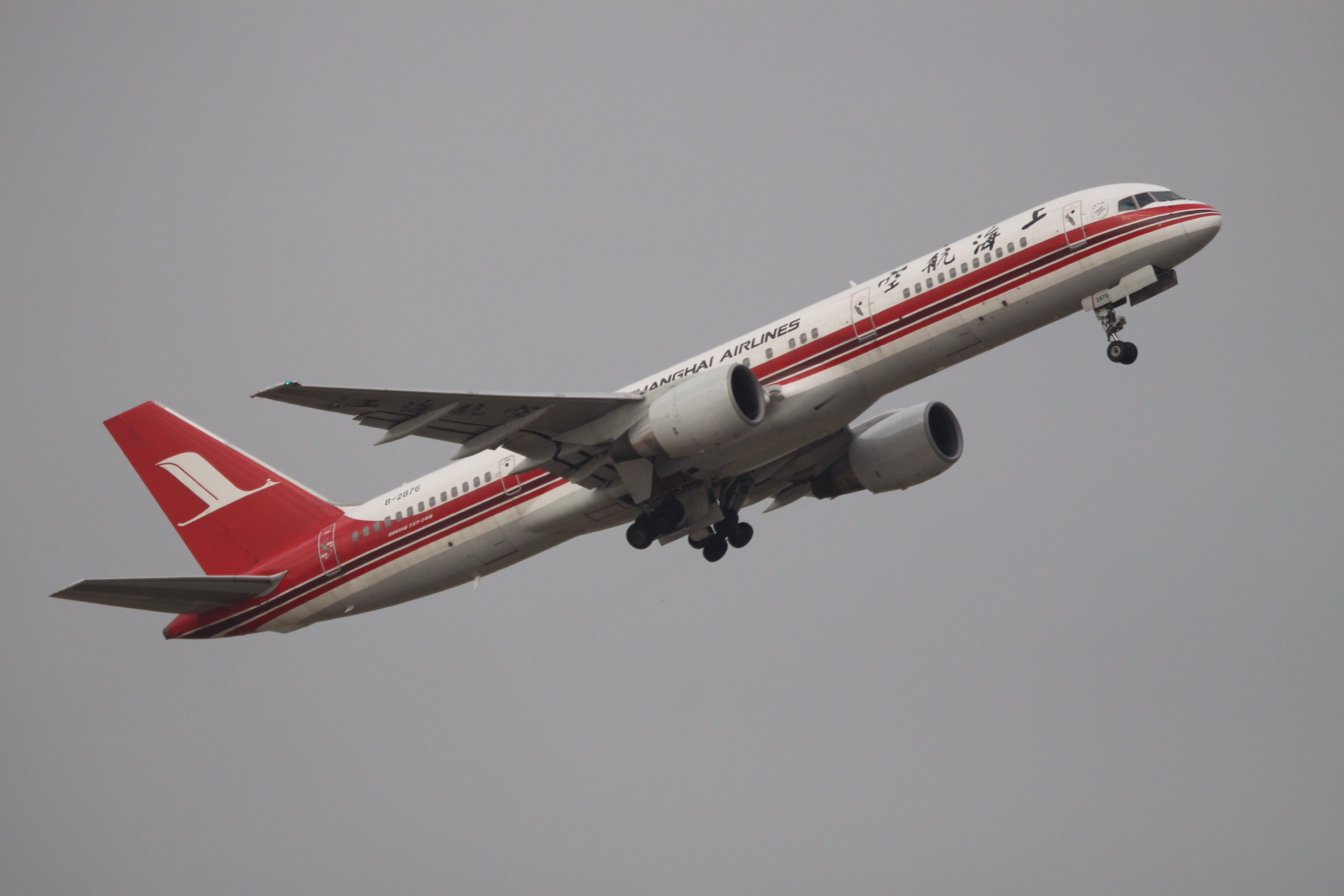
上海航空的B-2876是波音生产的最后一架757，已于2014年退出运营。該飛機目前服役於達美航空，為N823DX。

大部份的757都是服役於美國的航空公司的本土航線上，其中達美航空擁有最大的757機隊，共184架（包括原西北航空的61架）；聯合航空有155架（包括原美國大陸航空的62架）、美國航空有107架（包括原全美航空的24架）、美西航空亦有使用757客機。一些航空公司投放757客機於越洋航線上，如冰島航空、美國大陸航空、美國航空以及ATA航空。文萊皇家航空公司及尼泊爾航空利用757高經濟效益的特性，使航空公司能開辦前往歐洲的洲際航線。很多第三世界以757取替同廠的707客機。
757客機成為一些專營假日或包機服務航空公司的熱門機種，例如英國的Thomas Cook Airlines、首選航空（First Choice Airways）、君主航空（Monarch Airlines）、泰坦航空（Titan Airways）、Excel Airways、Astraeus及Thomsonfly。757的航程能從英國直達南非，亦可到鄰近的阿姆斯特丹和巴黎。
經過高銷量時期，757客機的銷量從1990年代中期開始急劇下降。航空公司傾向將757投放於長程但客量小，以及新航線上，當航線客量上升，航空公司不得不以有更高成本效益的廣體客機接棒。
短程市場上，航空公司認為757太大，757需要75%客量才能有純利，短程航線都使用波音737，以及A320家族。雖然A321和737-900的航程比757短，但仍足以勝任90%的757航線，757客機成為市場轉型的犧牲品。不過，757在美國的航空公司中有新的任務，它的航程能有效地服務於越大西洋的長程少客量航線，例如來往美國東岸樞紐機場以及格拉斯哥、香農等地。
第1,050架，亦是最後一架757客機，是屬於上海航空公司，於2004年10月28日從Renton的生產線中下線。757-200將會被737-900ER暫時取代，長遠會被波音737 MAX 9接替，而757-300則由787-8廣體客機接替。
近年，一些757客機出現有毒引擎燃油氣體進入駕駛艙的問題，影響飛行員工作，但問題並沒有如BAe 146的那麼廣泛。
1992年9月10日，中国西南航空开始使用配备RB211发动机的波音757飞机服务于成都—拉萨航线，从而拉开了波音757飞机高原运行的序幕。其后开通了成都—昌都，重庆—拉萨，昌都—拉萨，成都—拉萨—加德满都，成都-迪庆香格里拉等高原航线。因其卓越的高原飞行性能，波音757飞机被人们习惯的称为高原之鹰。
2006年7月12日，装备RNP导航设备的波音757飞机首次试飞世界上飞行难度最大的西藏林芝米林机场，并在9月22日完成首航。
至2010年，以RB211发动机为动力的波音757飞机已经在青藏高原安全飞行18周年。

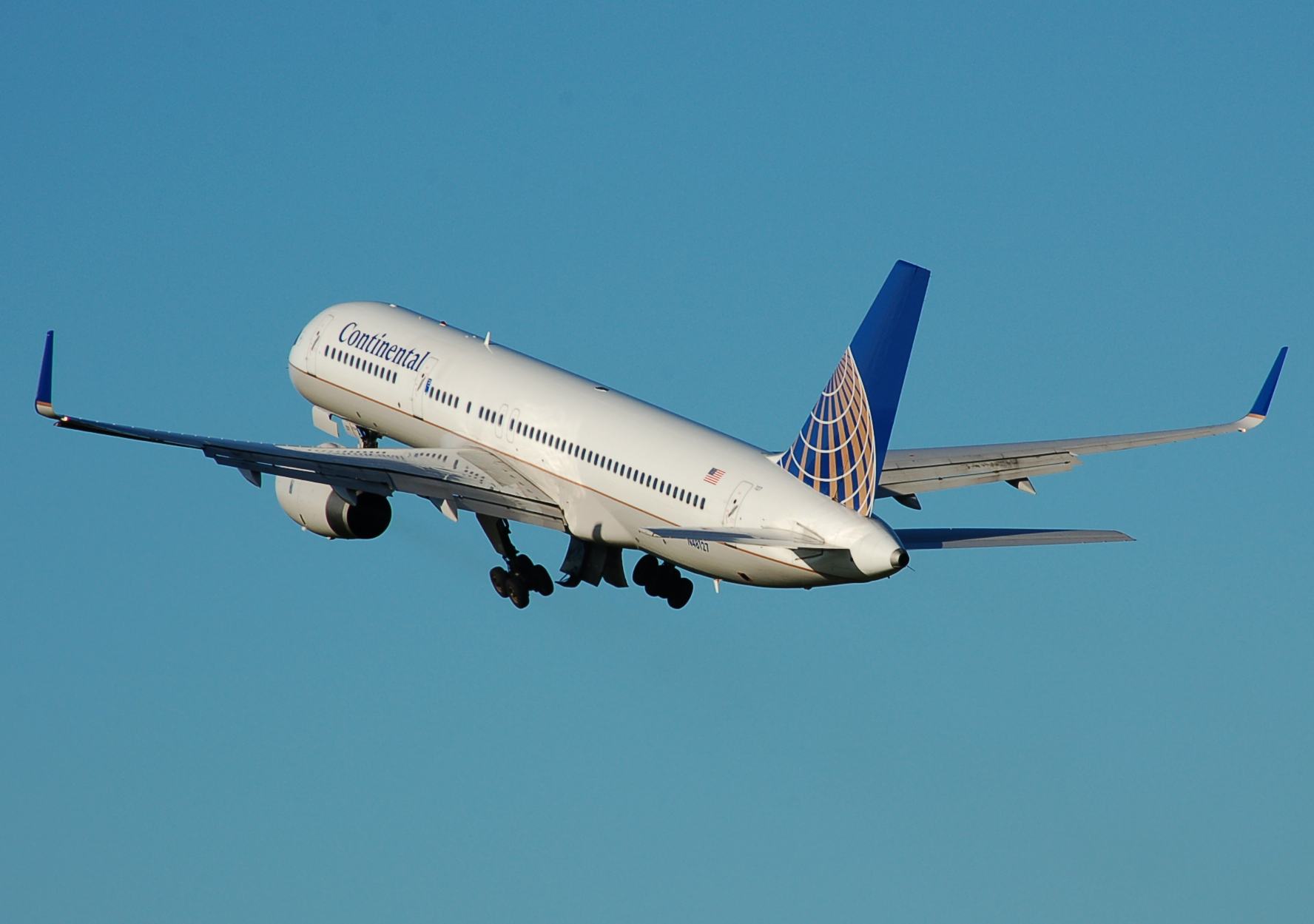
美國大陸航空的757-200裝上了翼尖小翼

雖然757现在已經停產，但Aviation Partners Inc.推出新的適用於757上的翼尖小翼（winglet），令續航距離和耗油效率有所提升。美國航空、美國大陸航空、西北航空和冰島航空等公司已著手為旗下的757加裝此小翼，目標為波音737-400或麥道MD-80均不能完成，或需求不足以使用波音767或空中巴士A300/A310的航線。
2018年，波音与罗克伟尔柯林斯联合推出新的波音757航电系统，以三块液晶显示屏为主的全电子化玻璃座舱替代原有的半电子化玻璃座舱，可以使其航电系统与现在的波音787和波音737MAX保持一致以减少从767以外机型转驾到757及训练成本，同时新的航电系统比原有系统减轻了150磅以提升燃油效率。

## 規格
|                                            | 757-200                                                             | 757-200F                                                            | 757-300                                                             |
| ------------------------------------------ | ------------------------------------------------------------------- | ------------------------------------------------------------------- | ------------------------------------------------------------------- |
| 首次飛行日期                               | 1982年2月19日                                                       | 1987年8月13日                                                       | 1998年8月2日                                                        |
| 飛機尺寸                                   |                                                                     |                                                                     |                                                                     |
| 總長                                       | 47.32 公尺                                                          | 47.32 公尺                                                          | 54.41 公尺                                                          |
| 高（垂直尾翼頂端）                         | 13.56 公尺                                                          | 13.56 公尺                                                          | 13.56 公尺                                                          |
| 機身直徑                                   | 3.76 公尺                                                           | 3.76 公尺                                                           | 3.76 公尺                                                           |
| 最大機艙寬度                               | 3.54 公尺                                                           | 3.54 公尺                                                           | 3.54 公尺                                                           |
| 翼展                                       | 38.05 公尺                                                          | 38.05 公尺                                                          | 38.05 公尺                                                          |
| 機翼面積（參考）                           | 185.25 平方公尺                                                     | 185.25 平方公尺                                                     | 185.25 平方公尺                                                     |
| 輪距                                       | 18.29 公尺                                                          | 18.29 公尺                                                          | 22.35 公尺                                                          |
| 基本運行數據                               |                                                                     |                                                                     |                                                                     |
| 發動機                                     | 兩具 勞斯萊斯RB211-535 或 普惠 PW2037 或 普惠 PW2040 或 普惠 PW2043 | 兩具 勞斯萊斯RB211-535 或 普惠 PW2037 或 普惠 PW2040 或 普惠 PW2043 | 兩具 勞斯萊斯RB211-535 或 普惠 PW2037 或 普惠 PW2040 或 普惠 PW2043 |
| 發動機推力                                 | 163-193 kN                                                          | 163-193 kN                                                          | 163-193 kN                                                          |
| 典型乘客人                                 | 200（2級）- 228（1級）                                              | 0                                                                   | 243（2級）- 280（1級）                                              |
| 續航距離 （w/最大乘客數）                  | 7,275 公里                                                          | 5,834 公里                                                          | 6,421 公里                                                          |
| 最大巡航速度                               | 0.8 馬赫（每小時870公里）                                           | 0.8 馬赫（每小時870公里）                                           | 0.8 馬赫（每小時870公里）                                           |
| 最高巡航高度                               | 42,000 尺                                                           | 42,000 尺                                                           | 42,000 尺                                                           |
| 設計重量                                   |                                                                     |                                                                     |                                                                     |
| 最大滑行重量 （Max taxi weight/kg）        | 116,100 公斤 256,000 磅                                             | 116,100 公斤 256,000 磅                                             | 122,930 公斤 271,000 磅                                             |
| 最大起飛重量 （Max takeoff weight/kg）     | 115,650 公斤 255,000 磅                                             | 116,650 公斤 255,000 磅                                             | 122,470 公斤 270,000 鎊                                             |
| 最大著陸重量 （Max landing weight/kg）     | 95,250 公斤 210,000 磅                                              | 92,250 公斤 210,000 磅                                              | 101,600 公斤 224,050 磅                                             |
| 無燃油最大重量 （Max zero fuel weight/kg） | 85,300 公斤 188,000 磅                                              | 90,700 公斤 200,000 磅                                              | 95,260 公斤 210,000 磅                                              |
| 最大燃油容量（Max takeoff fuel payload/l） | 42,680 公升                                                         | 42,680 公升                                                         | 43,495 公升                                                         |
| Typical operating weight empty / kg        | 59,350 公斤 130,875 磅                                              | 51,700 公斤 114,000 磅                                              | 64,580 公斤 142,350 磅                                              |
| 最大貨運容量（Bulk hold volume/m3）        | 86.9 立方公尺                                                       | 86.9 立方公尺                                                       | 114.1 立方公尺                                                      |

## 意外
- 1990年10月2日，厦门航空一架編號B-2510的波音737型客機被劫機，因燃料不足，以及劫機者對機長施暴，飛機於是失控，於廣州舊白雲機場墜毀。該機上75名乘客和7名機組人員遇難，另有18名乘客受傷。此外，另有中国南方航空編號B-2812的波音757-200型客機（当时使用的是原中国民航，即后来中国国际航空的涂装）和中国西南航空編號B-2402的波音707型客機（当时使用的是原中国民航，即后来中国国际航空的涂装）被撞击，分別有46名乘客遇難和有1名機組人員受傷，事后三架飞机全部报废（參見1990年廣州白雲機場劫機相撞事件）。
- 1995年12月20日，美國航空965號班機為波音757-223型客機，於美國佛羅里達州邁亞密國際機場前往哥倫比亞Alfonso Bonilla Aragón國際機場（英语：Alfonso Bonilla Aragón International Airport）時，偏離航道並於哥倫比亞撞山。155名乘客和8名機組人員中僅有4人生還。
- 1996年2月6日，伯根航空301號班機為波音757-225型客機，於多明尼加起飛後9分鐘，因儀器故障導致機員接收錯誤訊息。其後飛機失控在空中旋轉，最後失速墜海，全機189人遇難。
- 1996年10月2日，秘魯航空603號班機為波音757-23A型客機，於秘魯豪爾赫·查韋斯國際機場起飛後不久後墜毀，61位乘客和9位機組人員全部遇難。調查後發現飛機清洗後未有把皮托管的套除掉，以致未得到正確的飛行資料而坠海。
- 1997年3月10日，遠東航空128号班機（波音757-200型客機，機身編號B-27001）原訂由高雄國際機場飛往台北松山機場，卻於下午2時許，被台灣旅客劉善忠以全身淋汽油方式威脅，要將客機劫往中國大陸，而於3時36分降落廈門高崎機場。機上計有旅客150人，機組人員8人。中國大陆政府採用「人機分離」模式，使機上旅客、機組員繼續其航程，並於當日晚上8時許，返抵台北，而单独留下劫機犯劉善忠偵辦。
- 1999年9月14日，不列顛航空公司（英语：Britannia Airways）226A號班機（波音757-204型客機，機身編號G-BYAG）一架从英國威爾士卡迪夫飞往西班牙赫羅納機場的國際包機在降落時坠毁，導致236名乘客和9名機組人員中分別2人重傷，41人輕傷。客機最後損壞超出經濟維修範圍並報廢[4]。
- 2001年9月11日，美国航空77号班机（757-223）和联合航空93号班机（757-222）为911事件两架被劫持的飞机，其中77号航班撞入了美国国防部五角大楼，而93号航班则在宾夕法尼亚的尚克斯维尔坠毁。两机上均无人生还。
- 2002年7月1日，DHL快遞公司611號航班為波音757-200F型貨機，於瑞士和德國邊界的康士坦茨湖上空與巴什克利安航空2937號班機相撞。DHL貨機上兩名機師全部遇難，而巴什克利安航空2937號班機上60名乘客和9名機組人員亦全部遇難。
- 2004年6月29日，西北航空公司327號班機（波音757-200型客機，機身編號N543US）一班從密歇根州羅穆盧斯底特律都會韋恩縣機場飛往加利福尼亞州洛杉磯國際機場的航班上有至少一名乘客認為一群前往聖地亞哥參加活動的13個敘利亞音樂家行為表現可疑，並擔心他們是在預演恐怖襲擊。機上記者安妮·雅各布森於事後寫了一系列有關報章，引起美國全國關注。經過《華盛頓時報》提出的《信息自由法》要求[5][6]，美國國土安全部監察長報告的修訂版於2007年5月發布[7][8]。
- 2006年10月28日，美國大陸航空公司1883號班机（757-224）在紐瓦克自由國際機場的滑行道上錯誤降落，所幸沒有造成人員死傷或設施損壞。美國國家運輸安全委員會在調查後建議聯邦航空管理局重新評估和修改紐瓦克機場及其周邊地區的空中和地面安全程序[9][10][11]。
- 2006年11月16日，遠東航空306號班機（EF306）一架載有129人和8名機組人員的航機在韓國濟州島上空準備降落時與另一班從仁川國際機場起飛前往新曼谷國際機場的泰國航空659號班機在空中過度接近，迫使兩機緊急轉向迴避。意外導致遠東航空306號班機上14名乘客和6名機組人員受傷，而泰國航空659號班機上則無人受傷，遂繼續航程。
- 2018年11月9日，牙买加航空（英语：Air Jamaica）256号班机一架从圭亚那首都喬治敦飞往多伦多的波音757-200在起飞不久后发生机械故障，随后在迫降时坠毁，6人受伤。
- 2019年6月15日，美国联合航空一架载有166名乘客的波音757客机于美国新泽西州纽瓦克机场降落时发生多处爆胎，所幸没有造成伤亡[12]。
- 2022年4月8日，DHL敦豪航空運營的一架波音757-27APCF貨機在胡安·聖瑪麗亞國際機場因為液壓系統故障而返航緊急迫降，減速中突然轉向180度並衝出跑道邊坡斷成兩截，機上無人受傷。參見DHL航空7216號班機事故。
- 2024年2月19日，美国联合航空公司一架波音757-200型客机因机翼受损备降丹佛国际机场。事件未造成人员伤亡。[13]

### 波音产品线
- B707 - B717 - B720 - B727 - B737 - B747 - B757 - B767 - B777 - B787

### 類似機型
- 波音737-900ER
- 波音737MAX-10
- 空中巴士A321
- 空中巴士A321LR
- 圖波列夫-204
- 伊爾庫特MS-21
- 中國商飛C919

## 外部連結
- 757官方资料 （页面存档备份，存于）